# 佩列佩利奇奇亞
48°50′52″N 28°52′33″E / 48.84778°N 28.87583°E
佩列佩利奇奇亞（烏克蘭語：Перепеличчя），是烏克蘭西南部的村莊，隸屬文尼察州的文尼察區。該村面積1.21平方公里，海拔高度189米，2001年人口180，人口密度每平方公里148.76人。